# La caduta dei giganti
La caduta dei giganti (Fall of Giants) è un romanzo di Ken Follett, uscito contemporaneamente nelle librerie di tutto il mondo il 28 settembre 2010.
È il primo capitolo della Trilogia del Secolo (The Century Trilogy), che segue le vicende di cinque famiglie - una statunitense (i Dewar), una tedesca (i von Ulrich), una russa (i Peškov), una inglese (i conti Fitzherbert) e una gallese (i Williams) - attraverso i cambiamenti di inizio XX secolo, come la prima guerra mondiale, la rivoluzione russa e la lotta per il suffragio femminile. Il romanzo inizia nel giugno 1911, il giorno dell'incoronazione di Giorgio V d'Inghilterra, e termina nel gennaio 1924.
Il secondo volume della trilogia, L'inverno del mondo (Winter of the World), è uscito in anteprima per l'Italia l'11 settembre 2012, mentre la terza parte, I giorni dell'eternità (Edge of Eternity), è stata pubblicata il 16 settembre 2014.

## Trama

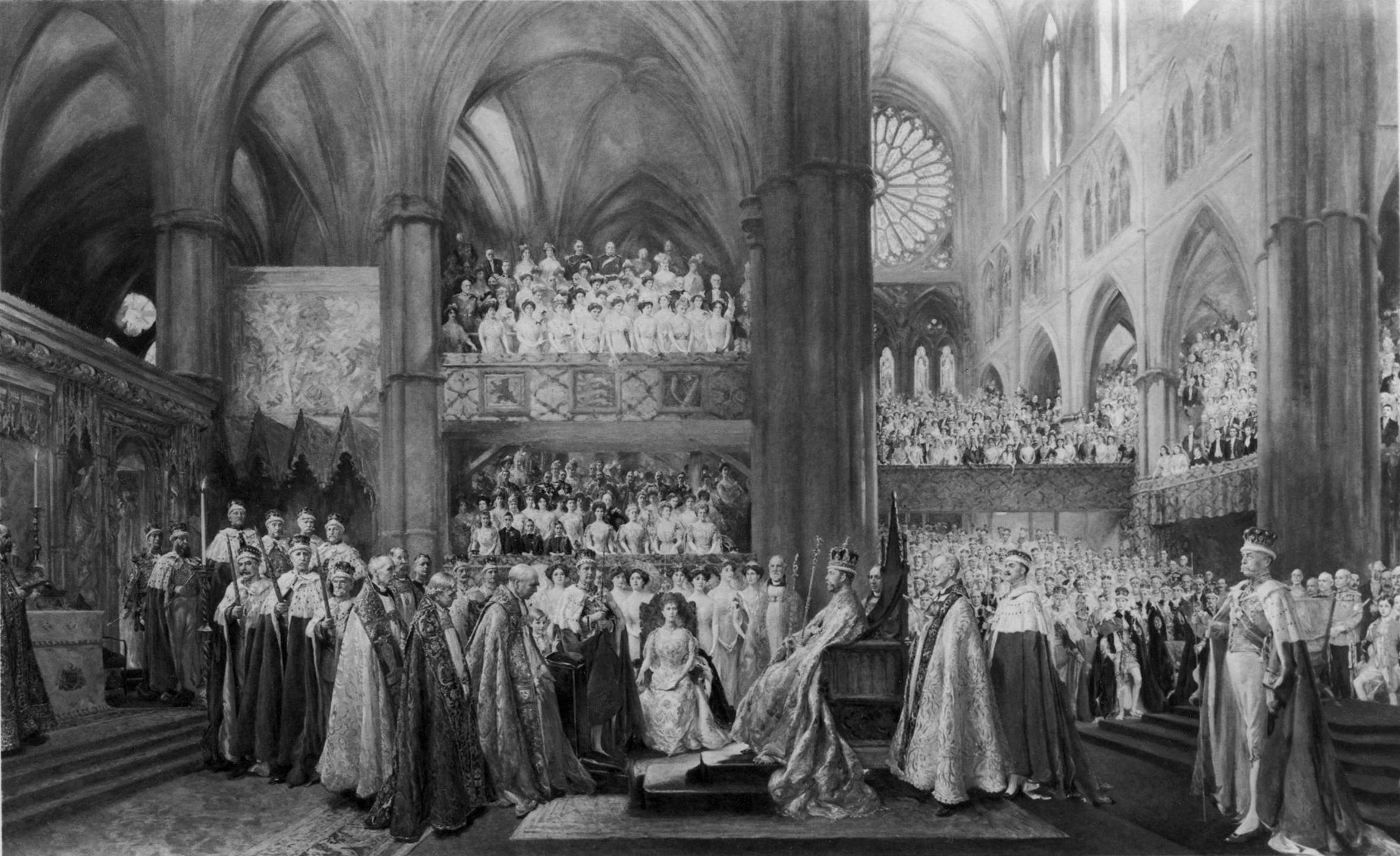
Incoronazione di re Giorgio V, 22 giugno 1911

Il libro si apre con una panoramica dei personaggi appartenenti a diverse famiglie e di diversa estrazione sociale: una famiglia di minatori, una nobile famiglia inglese, dei nobili tedeschi, due fratelli russi, una serie di personaggi statunitensi. In modo alterno nel romanzo vengono descritte le vicende dei personaggi principali, che si intrecciano con quelle dei personaggi secondari, il tutto sullo sfondo dei fatti storici che hanno portato allo scoppio della prima guerra mondiale.
Nel giorno dell'incoronazione di re Giorgio V, Billy Williams è al suo primo giorno di miniera. Molte prove per constatare il suo coraggio lo attendono, ma lui non si lascia cogliere impreparato. L'autore passa poi a descrivere la sorella di Billy, Ethel, e le sue ottime qualità di governante che le permettono di organizzare alla perfezione il ricevimento per il re nella casa del suo padrone, il conte Fitzherbert, sposato con una nobildonna russa. Ethel è innamorata del giovane conte e, quando si accorge di essere ricambiata, intraprende con lui una relazione segreta. Ma, rimasta incinta, si accorge che lei per il conte non è stata nulla di più che un'avventura. Si trova così costretta a lasciare la casa del padrone e la propria famiglia, ma prima di andarsene riesce a strappare qualche garanzia economica sul futuro suo e del figlio che aspetta. Ethel inizierà una carriera politica che si concluderà con il voto alle donne e il suo ingresso nel parlamento inglese. La sorella del conte Fitzherbert, Maud, si innamora e sposa segretamente Walter von Ulrich, membro dell'ambasciata tedesca a Londra. La coppia sarà divisa dalla guerra e, alla fine di questa, ostracizzata sia dai vincitori che dai vinti.
La situazione russa è analizzata attraverso due fratelli, Lev e Gregorij, che lavorano come operai in una fabbrica a San Pietroburgo e sognano entrambi di partire un giorno per l'America. Ma solo uno ci riesce grazie al sacrificio dell'altro. I due fratelli, dal carattere diversissimo, si rincontreranno durante la rivoluzione bolscevica. Uno come rivoluzionario e l'altro in divisa americana inviato segretamente con i contingenti occidentali in appoggio alle truppe controrivoluzionarie. Il punto di vista americano è invece affidato al personaggio di Gus Dewar, aiutante del presidente Wilson alla Casa Bianca.
Nel romanzo, attraverso i personaggi è analizzata la genesi del conflitto, il giudizio sulla guerra e le conseguenze della sconfitta degli imperi centrali sino all'apparizione sulla scena politica tedesca di Adolf Hitler e in Russia di Stalin, successore di Lenin.
Per alcuni la guerra è necessaria al fine di affermare la supremazia della propria nazione, mentre per altri la pace è il bene supremo. L'uccisione dell'arciduca Francesco Ferdinando è il pretesto per lo scoppio del conflitto. Gli austriaci vogliono vendicarsi dell'assassinio dell'erede al trono, ma anche ottenere il controllo dei Balcani, zona strategica che però i russi intendono difendere. I tedeschi, alleati degli austriaci, sono a favore di un intervento armato, mentre i francesi vogliono reimpossessarsi dei territori di Alsazia e Lorena, perduti nella guerra franco-prussiana del 1871. Gli inglesi si schierano al fianco della Francia per impedire un'egemonia tedesca in Europa.

## Personaggi principali
Famiglia Fitzherbert

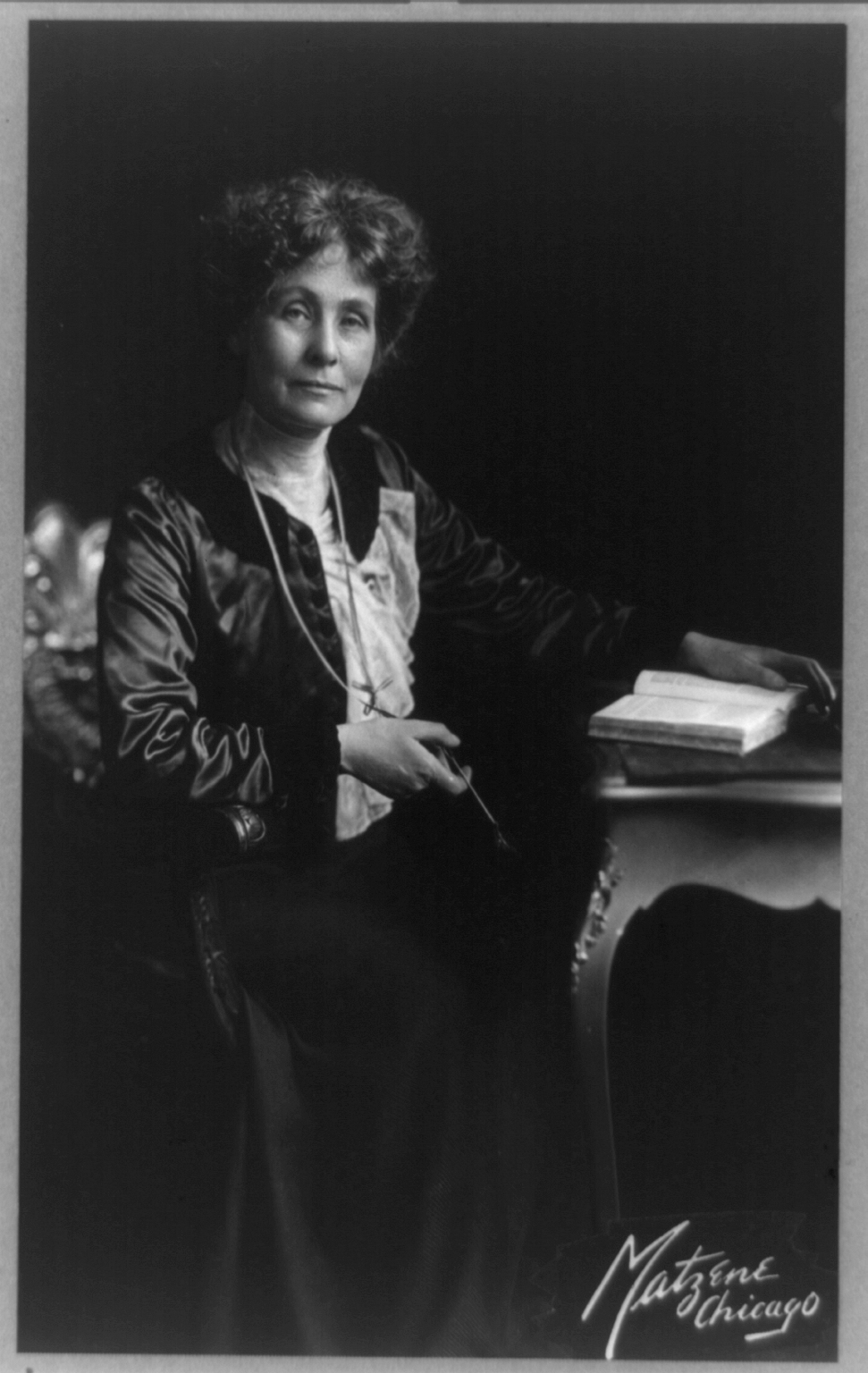
Emmeline Pankhurst, leader del movimento delle Suffragette

- Conte Edward "Fitz" Fitzherbert, aristocratico conservatore inglese
- Principessa Elizaveta "Bea" Fiztherbert, sua moglie, contessa russa
- Lady Maud Fitzherbert, sorella del conte, democratica e femminista
- Lady Hermia, zia del conte

Famiglia Williams
- David Williams, minatore gallese, capo della sezione del sindacato dei minatori e predicatore
- Cara Williams, sua moglie
- Ethel Williams, loro figlia, governante dei conti Fitzherbert e poi femminista e amica di Maud
- Billy Williams, loro figlio, minatore, buon oratore ed eroico soldato
- il nonno, padre di Cara

Famiglia Dewar
- Senatore Cameron Dewar, politico statunitense
- Ursula Dewar, sua moglie, americana di origini tedesche
- Gus Dewar, loro figlio, fervente democratico al servizio del presidente degli Stati Uniti

Famiglia von Ulrich
- Otto von Ulrich, noblie prussiano e fervente militarista
- Susanne von Ulrich, sua moglie
- Walter von Ulrich, loro figlio, di tendenze democratiche e pacifiste
- Greta von Ulrich, loro figlia e sorella di Walter
- Robert von Ulrich, cugino austriaco di Walter e Greta

Famiglia Peškov
- Grigorij Peškov, operaio russo, idealista, romantico e fervente bolscevico
- Lev Peškov, suo fratello, emigrato negli Stati Uniti, avventuriero opportunista e senza scrupoli

Personaggi storici
- Giorgio V, re d'Inghilterra
- Herbert Henry Asquith, primo ministro britannico, liberale
- David Lloyd George, successore di Asquith come primo ministro
- Ramsay MacDonald, leader del partito laburista britannico
- Keir Hardie, esponente del partito laburista britannico
- Emmeline Pankhurst, leader del movimento delle Suffragette
- Winston Churchill, primo lord dell'Ammiraglia
- Karl Max von Lichnowsky, ambasciatore tedesco a Londra
- Guglielmo II, kaiser dell'impero germanico
- Francesco Giuseppe, imperatore austro-ungarico
- Francesco Ferdinando, erede al trono asburgico
- Lenin, politico russo e fautore della rivoluzione d'ottobre
- Lev Trotsky, braccio destro di Lenin
- Stalin, esponente del partito bolscevico, successore di Lenin
- Adolf Hitler, caporale austriaco e ideatore del partito nazista
- Gavrilo Princip, assassino di Francesco Ferdinando d'Austria

## Edizioni
- Ken Follett, La caduta dei giganti, collana Omnibus, Arnoldo Mondadori Editore, 2010,  p. 1008, ISBN 978-88-04-60317-7.